# Charles-Émile Troisier
Charles Émile Troisier (né le 6 avril 1844 à Sévigny-Waleppe et mort le 11 décembre 1919), à Paris,  est professeur agrégé de la Faculté de Médecine de Paris, médecin des hôpitaux.
Charles Émile Troisier devient docteur en médecine (Paris, 1874), puis professeur à la Faculté de médecine de Paris et membre de l'Académie de médecine.

## Biographie
Sa mère est Marie-Louise Adeline Marache et son père, Antoine Édouard Troisier, officier de santé à Sévigny.
Ancien élève du lycée et de l'École de médecine de Reims,Troisier avait été nommé médecin des hôpitaux de Paris et professeur agrégé à la Faculté de Médecine en 1880, dans la même promotion que Louis Landouzy. Il était aussi membre de l'académie de médecine.
On lui prête une relation avec Marie Bonaparte.

## Éponymie
Il a laissé de nombreuses publications médicales ; un ganglion dont l'induration est symptomatique du cancer de l'estomac, porte son nom, Il décrivit notamment :
- Le ganglion de Troisier, un ganglion pathologique situé au-dessus de la clavicule gauche, pouvant être le signe d'un cancer de la cavité abdominale.
- Le syndrome de Hanot-Chauffard-Troisier, une anomalie du métabolisme du fer[3].

## Distinctions
- Chevalier de la Légion d'honneur[4]